# Segment E

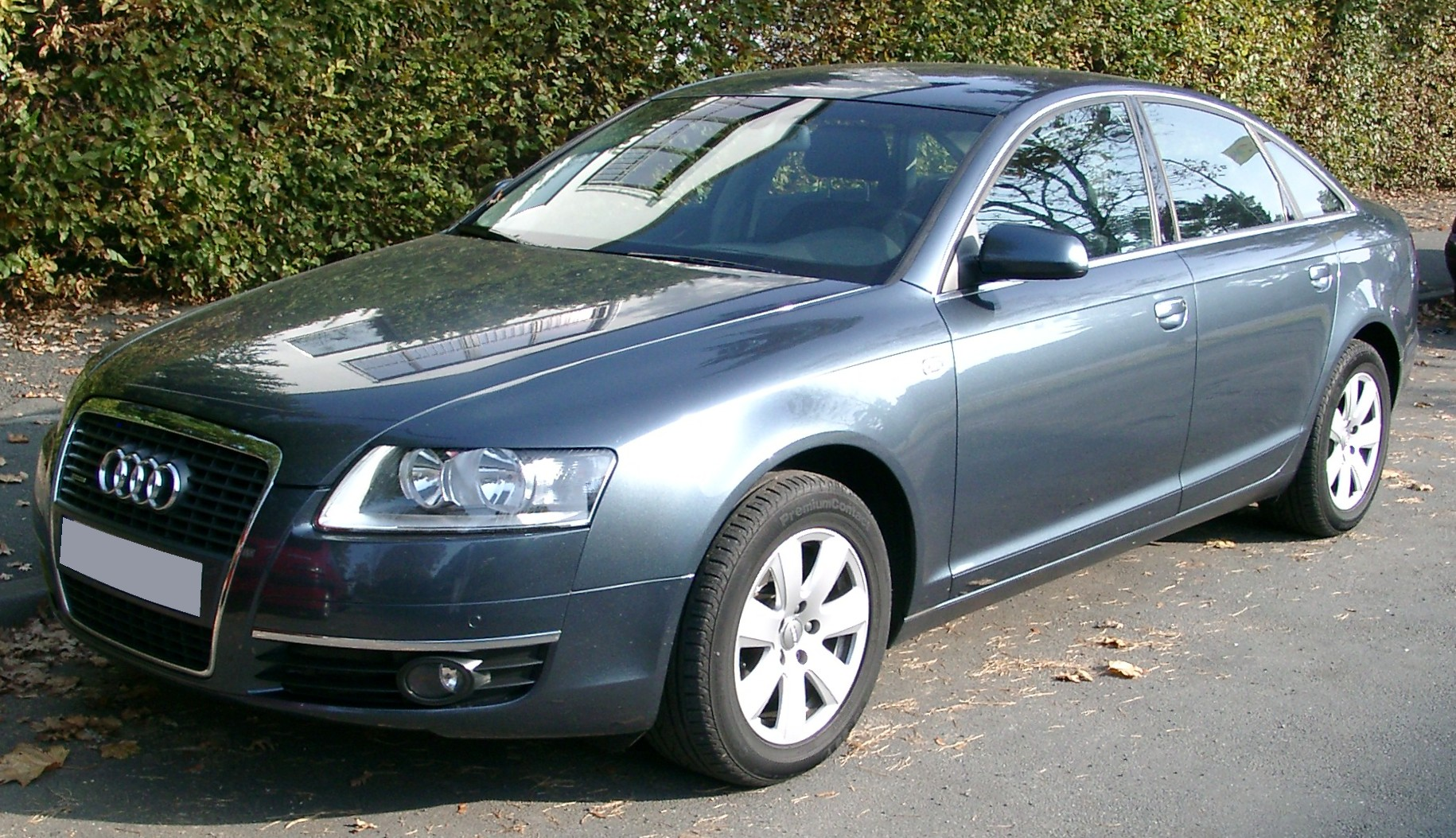
Audi A6, un turisme del segment E.

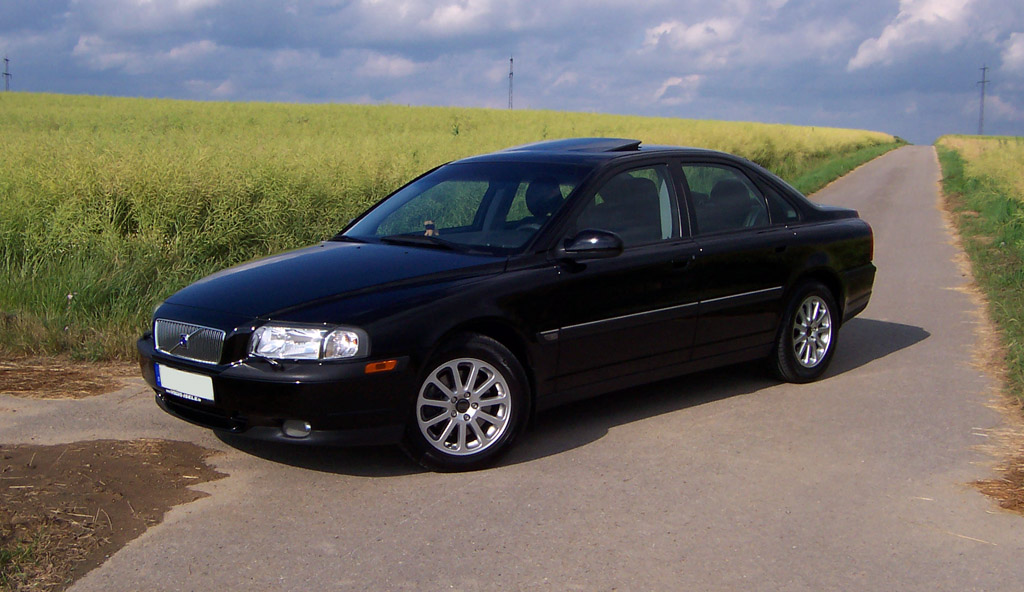
Volvo S80, un turisme del segment E.

El segment E és un segment d'automòbils que s'ubica entre els segments D i F. Generalment tenen espai per a cinc adults, encara que algunes característiques fan que s'adapti millor per a quatre persones, per exemple a causa de la forma dels seients, o el túnel central posterior en el cas de models amb tracció posterior.
Actualment, aquests automòbils mesuren aproximadament entre 4,75 m i 4,95 m de llarg, i predominen en carrosseria sedan, liftback i familiar. Els seus motors solen tenir entre cinc i vuit cilindres i entre 2,4 i 5,0 litres de cilindrada, encara que hi ha també quatre cilindres de 2,0 litres i esportius de fins a deu cilindres o 6,2 litres.
Un automòbil de turisme del segment E se sol denominar "berlina gran" o "berlina mitjana gran", encara que hi ha altres termes similars provinents d'altres idiomes. Un automòbil tot terreny d'aquest segment s'anomena "tot terreny mitjà" o "mitjà gran".